# 莎菈·愛德華茲
莎菈·貝絲·愛德華茲（Sarah Beth Edwards，1996年6月26日—）是名美國運動員、教練，曾任職業壘球員、費城費城人打擊教練。現於中華職棒中信兄弟中擔任一軍打擊教練，是中華職棒第三位女性教練。

## 生平
莎拉出生於美國，自幼接觸壘球，並在大學時分別加入了水牛城大学、霍夫斯特拉大学校隊。她在畢業原欲從軍，但在其教練建議下轉而參加世界各國的壘球職業聯賽，曾代表義大利國家女子壘球隊出賽。
她於2023年從壘球改打棒球，於世界盃女子棒球賽中代表美國出賽。而後她從球員轉任為教練，獲費城費城人隊邀請擔任打擊教練，又於隔年任教於沖繩冬季聯盟。在聯盟中，她與中信兄弟總教練平野惠一交流，平野惠一賞識其實力，故向中信兄弟舉薦她擔任教練。她於2025年正式獲中信兄弟聘用，被視為是台灣乃至於亞洲職棒的突破。

## 外部連結
- 莎菈·愛德華茲的Instagram帳戶
- 莎菈·愛德華茲在台灣棒球維基館上的頁面（繁體中文）